# Старое Аллагулово
Старое Аллагулово — село, в Ковылкинском районе Мордовии. Входит в состав Большеазясьского сельского поселения.

## География
Расположено на р. Виндрей, в 45 км от районного центра и 25 км от железнодорожной станции Торбеево. 
Название-антропоним: основателями населенного пункта были Аллагуловы. 

## История
Основано в 1-й половине XVII в. служилыми татарами, о чём свидетельствует актовый документ 1651 г.
В начале XVIII века, выходцами из села Аллагулово была основана деревня Мостяк (Иски) (ныне с.  Старый Мостяк) . 
В Крестьянской войне 1773—1775 годов участвовал повстанческий отряд под руководством Мусея Ишмаметова из с. Старое Аллагулово.
В «Списке населённых мест Тамбовской губернии» (1866) Старое Аллагулово (Аллагулово) — деревня казённая из 216 дворов Краснослободского уезда. 
В начале 1930-х гг. был создан колхоз им. Абсалямова, с 1997 г. — СХПК. 
До 2005 года был центром Староаллагуловской сельской администрации, куда входила д. Малая Ивановка (36 чел.).  
В современном селе — начальная школа, медпункт, клуб.

## Население
Население 181 чел. (2001), в основном татары. На 2010 г. - 122 человека.

## Известные уроженцы
Старое Аллагулово — родина Героя Советского Союза А. А. Абдершина, хранителя и исполнителя народных песен Х. Ишмаметова, писателя А. С. Абсалямова. Родина партийного и хозяйственного руководителя В. А. Скопцова.

## Источник
- Энциклопедия Мордовия, В. П. Лузгин.